# Hinzuanius
Hinzuanius is een geslacht van hooiwagens uit de familie Biantidae.
De wetenschappelijke naam Hinzuanius is voor het eerst geldig gepubliceerd door Karsch in 1880. 

## Soorten
Hinzuanius omvat de volgende 14 soorten:
- Hinzuanius africanus
- Hinzuanius comorensis
- Hinzuanius flaviventris
- Hinzuanius gracilis
- Hinzuanius indicus
- Hinzuanius insulanus
- Hinzuanius littoralis
- Hinzuanius madagassis
- Hinzuanius mauriticus
- Hinzuanius milloti
- Hinzuanius pardalis
- Hinzuanius pauliani
- Hinzuanius tenebrosus
- Hinzuanius vittatus